# Idaea plumbaginata
Idaea plumbaginata är en fjärilsart som beskrevs av Homberg 1912. Idaea plumbaginata ingår i släktet Idaea och familjen mätare. Inga underarter finns listade i Catalogue of Life.